# شعب النويد (السياني)
شعب النويد محلة تابعة لقرية الحقلين، التابعة لعزلة وادي سير بمديرية السياني إحدى مديريات محافظة إب في الجمهورية اليمنية، بلغ تعداد سكانها 31 حسب تعداد اليمن لعام 2004.